# Hoegaarden Grand Cru
De Hoegaarden Grand Cru is een Belgisch bier dat in De Kluis te Hoegaarden wordt gebrouwen. Het bier is licht, fruitig en goed gehopt. De ingrediënten van de Grand Cru zijn mout, tarwe, hop, en zoals bij elk Hoegaards bier gedroogde sinaasappelschil. Het is een bovengistend bier met nagisting op de fles. Het alcoholpercentage bedraagt 8,5% vol.
De Grand Cru wordt in een tulpglas met een bolronde onderkant en een smallere bovenkant geschonken. Hij moet zachtjes worden uitgeschonken om overvloedige schuimvorming te voorkomen. Afschuimen, zoals bij het tappen van Belgische pils gebruikelijk is, hoeft niet.
0,0 ·
Witbier ·
Spéciale ·
Das ·
Grand Cru ·
Rosée ·
Citron ·
Julius ·
De Verboden Vrucht